# Vida Movahed

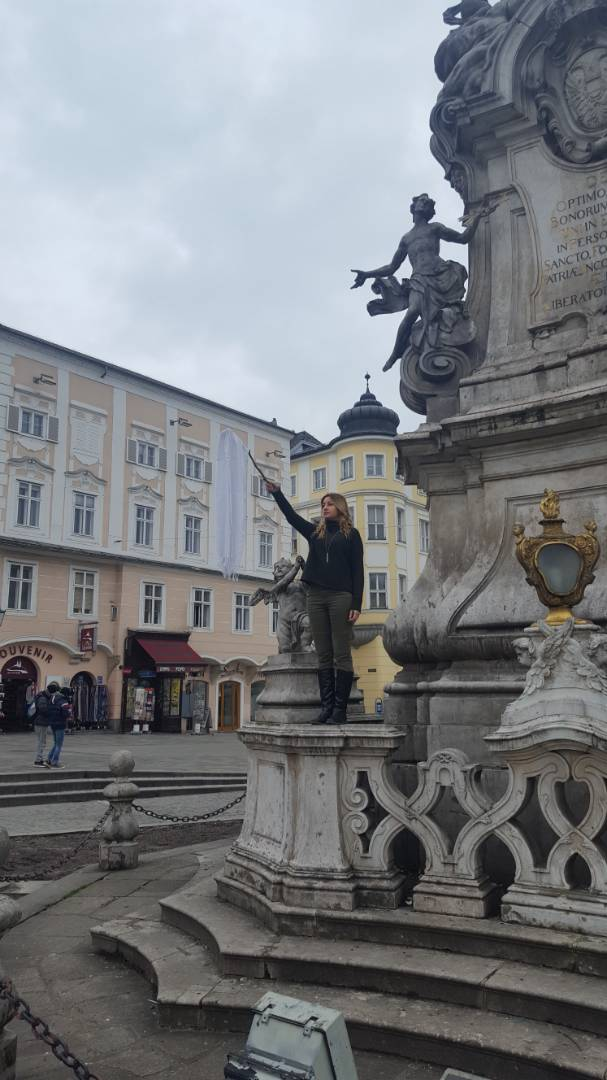
Iranische Frau auf dem Hauptplatz in Linz in Solidarität mit Vida Movahed und gegen den Kopftuchzwang im Iran.

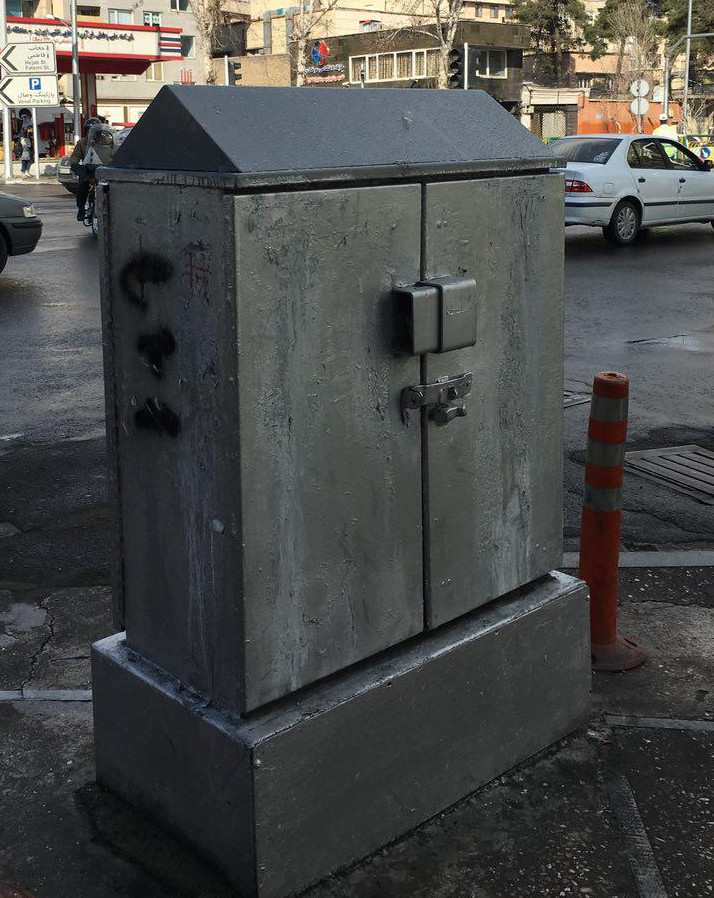
Der Verteilkasten, auf dem Vida Movahed am 27. Dezember 2017 protestierte. Auf dem Kasten wurde danach ein Spitzgiebel installiert, um weitere Proteste zu verhindern.

Vida Movahed, auch Wida Mowahed (ویدا موحد; * 1986 oder 1987), ist eine iranische Demonstrantin gegen den Bedeckungszwang für Frauen. Ein Bild von Vida Movahed aus dem Jahr 2017, auf dem sie ihr Kopftuch an einem Stock schwenkt, wurde ikonisch und zu einem Symbol des Widerstandes im Iran. Movahed wurde verhaftet und einige Wochen später nach weltweiten Protesten wieder freigelassen.

## Leben
Die 31-jährige Vida Movahed legte am 27. Dezember 2017 im Zentrum der iranischen Hauptstadt Teheran aus Protest gegen den Kopftuchzwang ihr Kopftuch ab, stellte sich an der stark befahrenen Enghelab-Straße auf einen Verteilerkasten und hielt fast einer Stunde lang stumm ihr Kopftuch auf einen Stock gesteckt in die Luft.  „Enghelab“ bedeutet auf Persisch „Revolution“; die Straße erhielt ihren Namen nach der Islamischen Revolution von 1979.
Die Identität der Demonstrantin war anfangs unbekannt, darum wurde sie zunächst die Frau von der Enghelab-Straße genannt. Kurz darauf wurde sie festgenommen. In den darauffolgenden Tagen kam es zu landesweiten Protesten in Iran, bei denen der religiöse Fundamentalismus, die Wirtschaftslage, 
Korruption, die Wirtschaftskrise (mit hoher Arbeitslosigkeit und sozialer Misere) angeprangert wurden. 
Die Regierung ließ am Anfang des Jahres 2018  ungefähr 4000 Menschen verhaften.
Movaheds Aktion wurde von zahlreichen Frauen im ganzen Land nachgeahmt. Fotos und Videos von Aktivistinnen verbreiteten sich rasch in den sozialen Medien. Movahed avancierte zu einem Symbol der regimekritischen Proteste im Iran. Bilder und Aufnahmen von Vida Movahed erregten weltweites Echo. Am 24. Januar 2018 forderte Amnesty International von der iranischen Regierung die sofortige und bedingungslose Freilassung von Vida Movahed. Die Rechtsanwältin und Menschenrechtsaktivistin Nasrin Sotoudeh teilte am 28. Januar Movads Freilassung aus dem Gefängnis bekannt. Sie habe aber die Haftbedingungen sehr schlecht verkraftet und werde deshalb nicht mehr öffentlich auftreten.

## Auswirkungen
Am 1. Februar 2018 verhaftete die iranische Polizei 29 weitere Frauen, die öffentlich ihr Kopftuch abgelegt hatten. Am 2. Februar verurteilte das Außenministerium der Vereinigten Staaten die Verhaftungen der Frauen. Den Frauen drohten Gefängnisstrafen bis zu zehn Jahren: Narges Hosseini, die am 29. Januar verhaftet wurde, wurde angeklagt „eine sündhafte Handlung begangen zu haben“, „das Schamgefühl der Öffentlichkeit verletzt zu haben“ sowie „zu Sittenlosigkeit und Prostitution aufgerufen zu haben“. Die Strafe wurde auf umgerechnet $135.000.- festgesetzt.
In einem Bericht vom 26. Februar 2018 schrieb Amnesty International, dass seit dem Dezember 2017 alleine in Teheran 35 Frauen verhaftet und in der Gefangenschaft misshandelt wurden, weil sie an Protesten gegen den Kopftuchzwang teilgenommen hatten.
In einem offen Brief an die EU-Außenministerin Federica Mogherini mit Datum des 20. Februars 2018 verlangten 45 Mitglieder des Europäischen Parlaments eine offizielle Stellungnahme gegenüber dem Iran mit der Forderung der sofortigen und bedingungslosen Freilassung der verhafteten Frauen. Der offene Brief wurde am 28. Februar 2018 über das Büro der Europaabgeordneten Marietje Schaake verschickt.
Am 8. März 2018, anlässlich des Weltfrauentags, versuchten mindestens hundert Frauen und Männer, sich vor dem Arbeitsministerium in Teheran zu einem Protest zu versammeln. Die Versammlung wurde sofort aufgelöst. Mindestens 84 Personen (59 Frauen und 25 Männer) wurden verhaftet und mit bereitstehenden Polizeifahrzeugen in Gefängnisse transportiert.
Am 7. März 2018 ließ der Oberstaatsanwalt von Teheran, Abbas Jafari Dolatabadi, ohne Nennung eines konkreten Namens verlautbaren, eine Frau sei zu zwei Jahren Haft verurteilt worden, weil sie im Dezember 2017 ihr Kopftuch in der Öffentlichkeit abgelegt hatte. Außerdem kritisierte der Staatsanwalt das richterliche Urteil, weil die Frau drei Monate der Strafe verbüßen müsse und die übrige Strafdauer auf Bewährung ausgesetzt wurde. Er werde sich dafür einsetzen, dass die Frau die gesamte Strafdauer verbüßen müsse. Die Haftdauer von aus politischen Gründen Inhaftierten im Iran wird (Stand 2017) regelmäßig ohne Begründung verlängert. Nach ersten Befürchtungen, dass es sich bei der Verurteilten um Vida Movahed handle, wurde bekannt, dass eine Frau namens Narges Hosseini verurteilt worden war. Am 26. März 2018 wurde gegen das Urteil Berufung eingelegt. Am 25. März wurde Maryam Shariatmadari zu einem Jahr Gefängnis verurteilt, weil sie am 25. Februar 2018 auf einem Verteilerkasten demonstrativ ihr Kopftuch abgelegt hatte. Shariatmadari wurde von einem Polizisten vom Verteilerkasten heruntergestoßen und dabei verletzt.

## Vorgeschichte
Bereits am 12. September 1979, kurz nach Einführung der Scharia, des islamischen Rechtssystems, im Zuge der islamischen Revolution im Iran, entledigte sich die italienische Journalistin Oriana Fallaci während eines Interviews mit Ayatollah Chomeini öffentlich und demonstrativ ihres Schleiers. Oriana Fallaci beklagte, dass sich die Frauen in einer der Apartheid ähnlichen Situation befänden, dass sie nicht gemeinsam mit Männern studieren, arbeiten oder auch einfach ein Schwimmbad besuchen könnten. Chomeini antwortete, dass sie das nichts anginge und dass sie den Tschador nicht anlegen müsse, falls sie nicht wolle: Die islamische Bekleidung seit etwas für „gute und anständige Frauen“. Oriana Fallaci bedankte sich zuerst artig und riss sich dann den Tschador, mit der Bemerkung „dieser dumme, mittelalterliche Lumpen“ vom Kopf. Das Interview wurde vorzeitig abgebrochen.
Seit längerer Zeit weigern sich, vor allem in Teheran, immer mehr Frauen, ein Kopftuch während des Autofahrens zu tragen, mit dem Argument, dass das Auto einen Privatraum darstelle, in dem offenere Bekleidungsregeln gelten. Das Anliegen wurde in den letzten Jahren unter anderem über die Online-Bewegung My Stealthy Freedom der Journalistin Masih Alinejad über Facebook thematisiert. Auf dieser Facebook-Seite können iranische Frauen Fotos von sich ohne Kopftuch veröffentlichen. Masih Alinejad hat auch die Kampagne „White Wednesdays“ gegründet, bei der Frauen aufgerufen werden jeweils mittwochs ein weißes Kopftuch zu tragen und es öffentlich aus Protest auszuziehen. Die symbolische Aktion von Vida Movahed vom 27. Dezember 2017 fand ebenfalls an einem Mittwoch statt und sie schwenkte ein weißes Kopftuch.
Im Dezember 2017 kündigte Teherans Polizeichef, Hossein Rahimi, an, dass seine Behörde keine Verhaftungen wegen Verstößen von Frauen gegen die islamische Bekleidungsvorschriften mehr vornehmen werde. Nachdem zahlreiche Frauen in öffentlichen Protestaktionen sich des Hidschabs entledigten, ließ Hossein Rahimi allerdings verkünden, dass die Polizei dieses Verhalten nicht tolerieren werde.
Laut einem am 4. Februar 2018 durch das Büro von Staatspräsident Hassan Rohani veröffentlichten Bericht aus dem Jahr 2014 betrachteten rund die Hälfte der Iranerinnen das Tragen eines Kopftuches als Privatsache und lehnten die Vorschriften des Staates zum zwangsweisen Tragen eines Kopftuches ab. Rohani vertrat die Ansicht, die Islamische Republik könne nur durch Reformen erhalten werden und nicht durch das strenge Wahren von Prinzipien. Ebenfalls am 4. Februar ließ Gholamhossein Mohseni-Eschei, Minister für den Geheimdienst, verlautbaren, dass ein Teil der Demonstrantinnen Synthetische Drogen konsumiert haben sollen. Er äußerte, dass, falls sich erweisen sollte, dass die Proteste organisiert waren, das Strafmaß ein viel höheres wäre.
Vida Movaheds Aktion verlieh 2018 den Anliegen der Frauenrechte auf dem Hintergrund des seit längerer Zeit ausgetragenen Kulturkampfes im Iran neue Dynamik.

## Aktuelle Gesetzgebung
Unter der aktuellen islamischen Gesetzgebung des Irans, die mit der Islamischen Revolution von 1979 eingeführt wurde, müssen Frauen ab neun Jahren ein Kopftuch und arm- und beinbedeckende Kleider tragen. Verstöße werden mit Gefängnisstrafen bis zu 2 Monaten, mit Geldstrafen bis 500.000 Rials (ca. 10 €) oder mit Schlägen geahndet. Die gängige Parole dazu lautet „Ya rusari ya tusari“ („Entweder Tuch oder Schläge“).